# شول أباد السفلي (زاز الشرقي)
شول أباد السفلی (بالفارسية: شول‌آباد سفلی) هي قرية تقع في إيران في قسم زاز الشرقي الریفي. يقدر عدد سكانها بـ 484 نسمة .